# دوندی (اورگن)
دوندی (به انگلیسی: Dundee) شهری در شهرستان یمهیل ایالت اورگن است و در سرشماری سال ۲۰۱۱ میلادی، ۳٬۱۶۲ نفر جمعیت داشته که نسبت به سال ۲۰۱۰، ۰٫۴۱ درصد رشد جمعیت داشته‌است.

## موقعیت جغرافیایی
موقعیت جغرافیایی شهرها و مناطق اطراف به شرح زیر است: